# Котора темнохвостий
Котора темнохвостий (Pyrrhura melanura) — вид папугоподібних птахів родини папугових (Psittacidae). Мешкає в Південній Америці.

## Опис

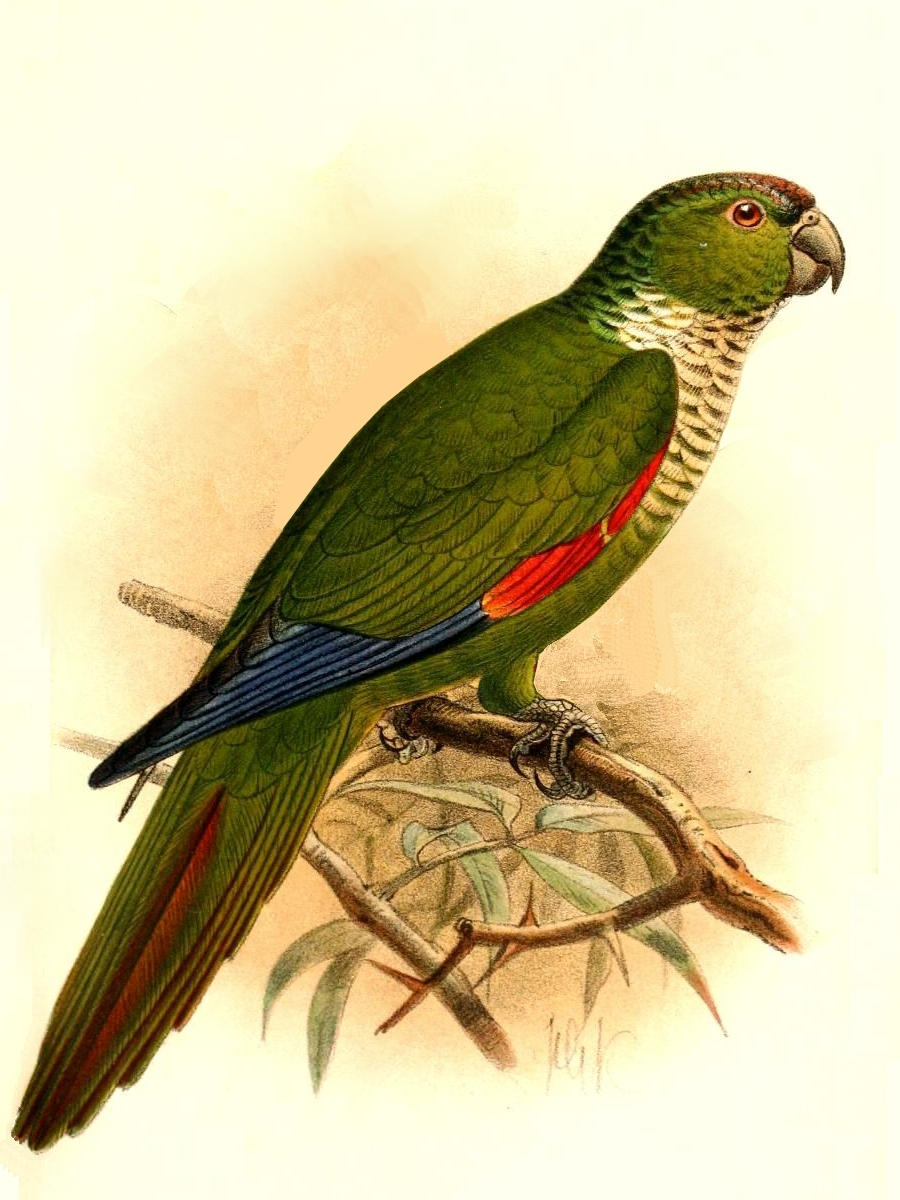
Темнохвостий котора (підвид P. m. berlepschi)

Довжина птаха становить 24 см, вага 83-85 г. Виду не притаманний статевий диморфізм. Забарвлення переважно зелене. У представників номінативного підвиду верхня частина голови і шия коричневі, груди поцятковані попелястими, зеленими і коричневими смугами. Першорядні покоричні пера крил червоні. Хвіст темно-червоний, біля основи зелений. Очі карі, навколо очей плями голої білої шкіри. У молодих птахів смуги на грудях менш виражені, хвіст коротший, дзьоб світліший.

## Підвиди
Виділяють п'ять підвидів:
- P. m. pacifica Chapman, 1915 — західні схили Анд на південному сході Колумбії (Нариньйо) та на північному заході Еквадору;
- P. m. chapmani Bond, J & Meyer de Schauensee, 1940 — східні схили Центрального хребта Колумбійських Анд на півдні країни;
- P. m. melanura (Spix, 1824) — південно-східна Колумбія, схід Еквадору, північний схід Перу, південь Венесуели і північний захід Бразилії (на схід до Ріу-Негру);
- P. m. souancei (Verreaux, J, 1858) — східні схиди Анд (від гір Макарена в Колумбії до східного Еквадору і, можливо, північно-східного Перу);
- P. m. berlepschi Salvadori, 1891 — східні схили Анд на південному сході Еквадору і півночі Перу.

Деякі дослідники виділяють підвиди P. m. pacifica і P. m. chapmani у окремі види Pyrrhura pacifica і Pyrrhura chapmani.

## Поширення і екологія
Темнохвості котори мешкають в Колумбії, Еквадорі, Перу, Бразилії і Венесуелі. Вони живуть у вологих рівнинних, гірських і хмарних тропічних лісах, у варзейських лісах (тропічних лісах у заплавах Амазонки і її притоків) та на узліссях. Зустрічаються зграями по 6-12 птахів, на висоті до 3200 м над рівнем моря. Живляться плодами і насінням. Гніздяться в дуплах дерев, в кладці від 4 до 5 яєць. Інкубаційний період триває 23 дні, пташенята покидають гніздо через 7 тижнів після вилуплення.